# Astragalus victoriae
Astragalus victoriae är en ärtväxtart som beskrevs av Dieter Podlech och Christina Hedwig Kirchhoff. Astragalus victoriae ingår i släktet vedlar, och familjen ärtväxter. Inga underarter finns listade i Catalogue of Life.